# Pacien de Barcelone
Saint Pacien de Barcelone (en latin : Pacianus), né et mort à Barcelone ou dans les environs vers 390, est un saint de l'Église catholique, fêté le 9 mars. Il est le premier auteur chrétien né dans l'actuelle Catalogne dont le nom est connu et dont les œuvres sont conservées.
Cet évêque de Barcelone a laissé un traité sur la pénitence et une lettre contre Novatien, et il est connu pour sa citation : « Mon nom est chrétien, et mon surnom catholique ». 

## Biographie

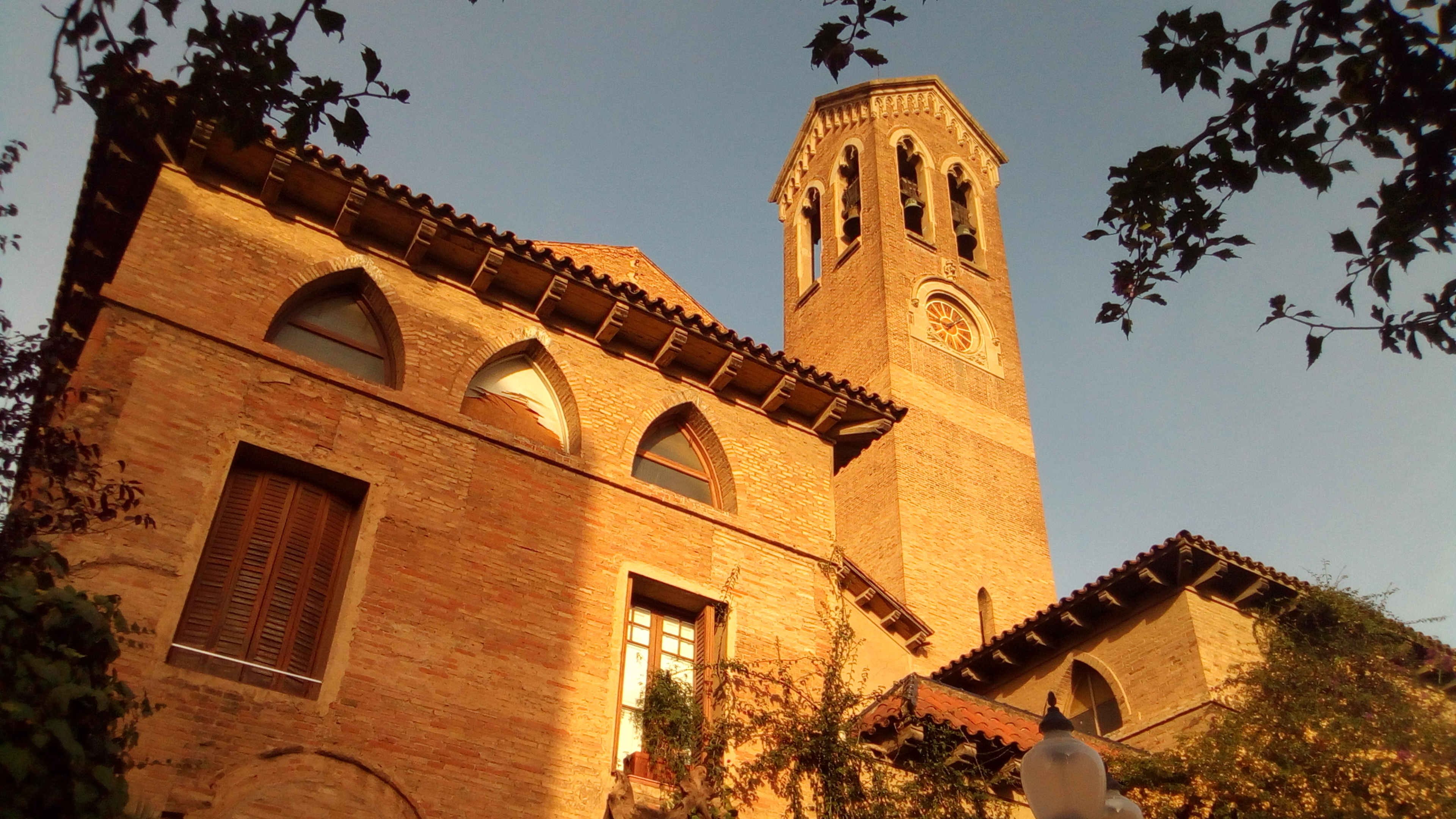
L'église Saint-Pacien à Barcelone.

Né au sein d'une famille de sénateurs, il reçut une formation classique approfondie et bénéficia de solides études en rhétorique et en littérature. Il se maria et eut un fils, Dexter, qui occupa de hautes fonctions dans l'administration de l'Empire romain. À la mort de sa femme, il se convertit au christianisme, et s'engagea à s'occuper de l'Église locale jusqu'à être consacré évêque de Barcelone à une époque indéterminée, mais située entre 343 et 392 au plus tard. Les estimations les plus courantes le voient accéder à son ministère vers 363 ou 373. 
Dans son De viris illustribus, biographies de plus d'une centaine d'auteurs chrétiens dont Dexter, le propre fils de Pacien, Jérôme de Stridon souligne et loue son éloquence, sa chasteté et sa sainteté de vie.
Sa longue vie, qui a couvert presque tout le siècle, a laissé des preuves de sa valeur d'écrivain et de défenseur des thèses les plus orthodoxes de la doctrine chrétienne naissante. Josep Baucells i Reig, dans la Grande Encyclopédie catalane, certifie son importance en déclarant qu' « il était le prélat le plus célèbre de l'Hispanie romaine pour ses écrits, dans lesquels transparaît une grande formation classique, avec des mentions de Virgile, Hésiode et Solon, et ecclésiastiques-patristiques tirées de la Bible, de saint Paul et de Tertullien, accompagné d'un zèle pastoral extraordinaire ».  
Il écrivit plusieurs ouvrages : un contre les Novatiens (qui est conservé), et un intitulé κέρβος, en latin Cervus, plus un traité appelé De paenitentibus : Paraenesis sive exhortatorius libellus ad paenitentiam sive Sermo de paenitentibus (Sur les pénitents : Parénèse ou pamphlet d'exhortation à la repentance ou Sermon sur les pénitents), également conservé et où il dit avoir écrit un livre appelé Cervulus, probablement l'ouvrage susmentionné Cervus. Il y a aussi un livre sur le baptême à l'usage des catéchumènes, perdu, et trois lettres conservées.
Dans ses ouvrages, il traite de la discipline ecclésiastique, du baptême, de la suprématie du pape, et attaque le novatianisme alors répandu en Espagne, ainsi que certaines coutumes païennes. Il dénonça l'une d'elles liée aux festivités des calendes de janvier et qui a sans doute un rapport avec un jeu profane appelé "le petit Cerf" alors en usage dans la Gaule narbonnaise et l'Aquitaine, et qui s'était introduit dans la Catalogne. On peut penser qu'il le développa dans son livre Cervulus vu les rapprochements linguistiques et symboliques associés aux vices païens du jeu en question et le cerf comme représentation du Christ. S'étant confronté à des réactions de rejet, de provocation ou de surenchère, il en conclut qu'il fallait des remèdes plus déterminés et approfondis pour agir contre ce genre de désordres avec ses manifestations publiques. L'une de ses phrases est devenue célèbre : Christianus mihi nomen est, catholicos vero cognomen (lettre de Pacien à son frère Sympronian).
Il est mort à un âge avancé sous le règne de l'empereur Théodose le Grand. Son culte a connu un essor important à la fin du XVIe siècle grâce à l'évêque de Barcelone Juan Dimas Loris (1576-1598) qui a effectué un relevé de ses reliques, vénérées jusqu'à aujourd'hui dans la basilique Saints-Just-et-Pasteur de Barcelone. Il existe aussi une église Saint-Pacien à Barcelone dont les mosaïques du parterre ont été dessinées par l'architecte Gaudi.   